# Parafia Przemienienia Pańskiego w Topolanach
Parafia Przemienienia Pańskiego – parafia prawosławna w Topolanach, w dekanacie Gródek diecezji białostocko-gdańskiej.
Na terenie parafii funkcjonują 2 cerkwie i 2 kaplice:
- cerkiew Przemienienia Pańskiego w Topolanach – parafialna
- cerkiew Podwyższenia Krzyża Świętego w uroczysku Piatienka – cmentarna
- kaplica św. Anny w Potoce
- kaplica św. Paraskiewy w uroczysku Piatienka[2]

Do parafii należą miejscowości: Topolany, Wierch-Topolany, Potoka, Mościska, Tylwica, Małynka, Folwarki Tylwickie, Kołpaki, Tylwica-Majątek, Hoźna, Krukowszczyzna i uroczysko Piatienka.

## Historia
Parafia prawosławna w Topolanach powstała w początkach XVIII w. Jeszcze w tym samym stuleciu przyjęła postanowienia unii brzeskiej. W 1835 r. została zlikwidowana, a wiernych dołączono do parafii w Potoce (która 4 lata później – na mocy postanowień synodu połockiego – powróciła do prawosławia). Po I wojnie światowej parafia w Potoce uległa likwidacji, a wierni z Topolan zostali przyłączeni do parafii w Zabłudowie. Reaktywacja parafii w Topolanach nastąpiła w 1940 r. (według innego źródła już w 1932 r.).
W sierpniu 2018 r. w Potoce, w miejscu dawnej cerkwi (zniszczonej w czasie I wojny światowej) rozpoczęto budowę kaplicy pw. św. Anny. Gotowy obiekt – mający być upamiętnieniem pacyfikacji Potoki w maju 1945 r. – został poświęcony 5 października 2019 r. przez arcybiskupa białostockiego i gdańskiego Jakuba.

## Wykaz proboszczów
- 1928–1953 – ks. Grzegorz Stalbowski (przed reaktywacją parafii – opiekun duchowy)
- 1954–1986 – ks. Piotr Miedźwiedziew
- 1987–1994 – ks. Jan Gacuta
- 1994–2010 – ks. Grzegorz Ostaszewski
- od 4.10.2010 – ks. Aleksander Aleksiejuk

## Uroczysko Piatienka

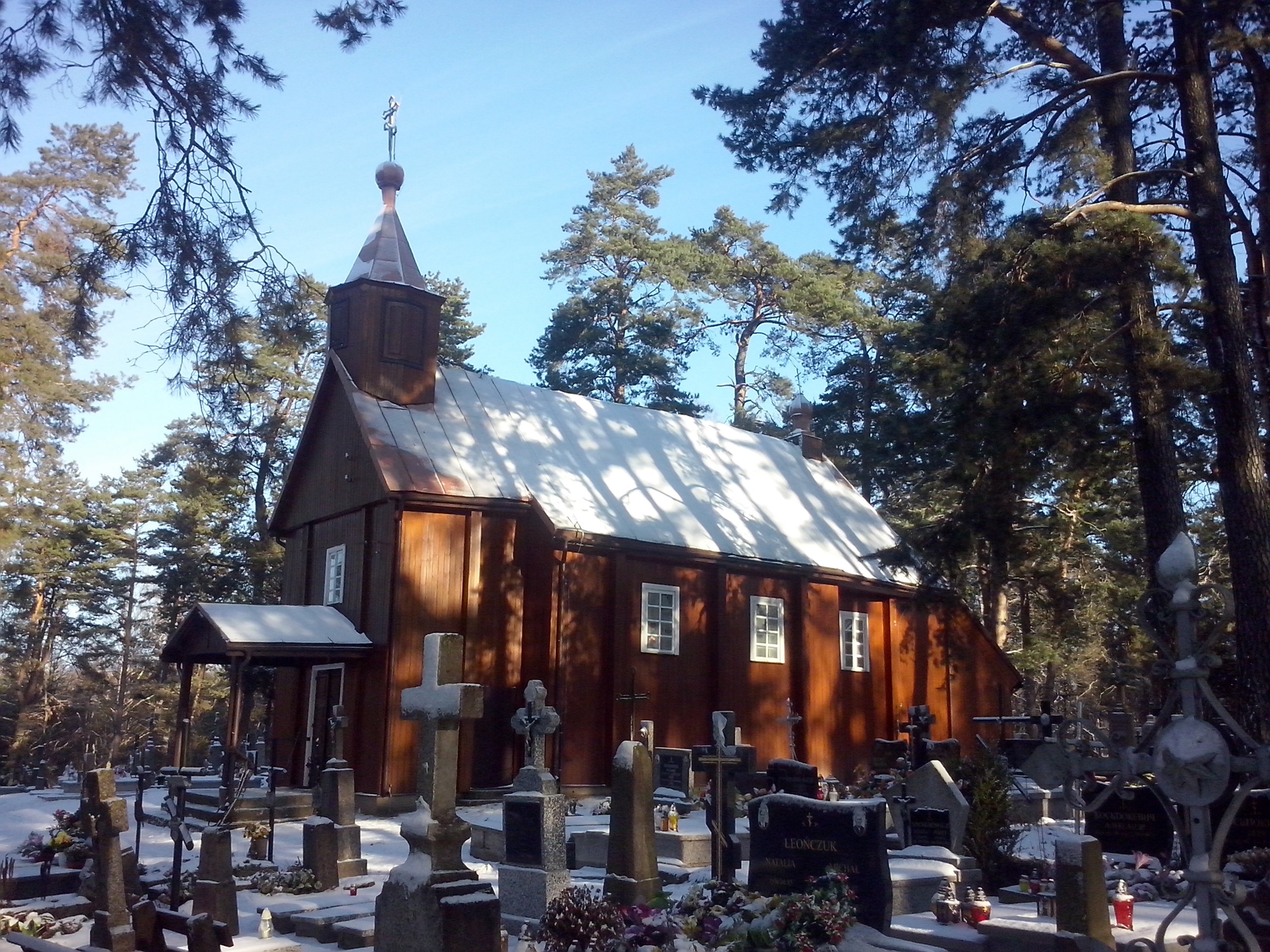
Cerkiew cmentarna Podwyższenia Krzyża Świętego
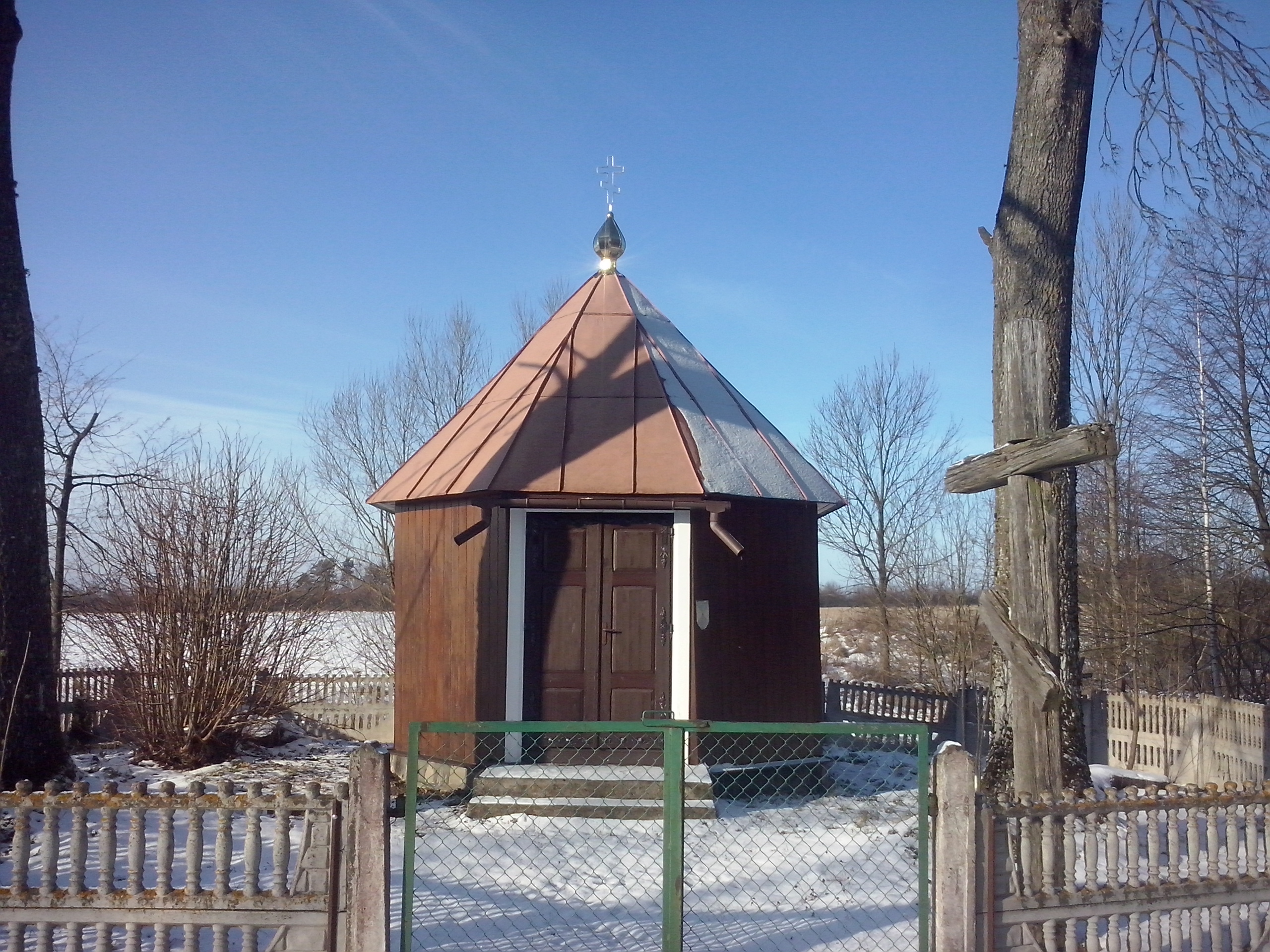
Kaplica św. Paraskiewy na „Krynoczce”